# 2023-as UEFA-bajnokok ligája-döntő
A 2023-as UEFA-bajnokok ligája-döntő az európai labdarúgó-klubcsapatok legrangosabb tornájának 31., jogelődjeivel együttvéve a 68. döntője volt. A mérkőzést 2023. június 10-én rendezték az angol Manchester City és az olasz Inter Milan között.
Eredetileg a londoni Wembley Stadionban rendezték volna, de a 2020-as döntő helyszínének megváltoztatása miatt a további döntők helyszíneit egy évvel eltolták, emiatt a müncheni Allianz Arena lett volna az új helyszín. 2021 május 13-án, két héttel a 2021-es UEFA-bajnokok ligája-döntő előtt az UEFA fontolóra vette a 2023-as döntő helyszínének megváltoztatását. Ezt követően a döntőt áthelyezték az isztambuli Atatürk Olimpiai Stadionba. A győztes részt vesz a 2023-as UEFA-szuperkupa döntőjében, ahol az ellenfele a 2022–2023-as Európa-liga győztese lesz.

## Csapatok
Megjegyzés: a torna elnevezése 1992-ig bajnokcsapatok Európa-kupája, 1993-tól UEFA-bajnokok ligája volt.
| Csapat          | Az ezt megelőző döntős szereplések évszámai (vastaggal a győztes évek) |
| --------------- | ---------------------------------------------------------------------- |
| Manchester City | 1 (2021)                                                               |
| Internazionale  | 5 (1964, 1965, 1967, 1972, 2010)                                       |

## Háttér
Ez volt az első találkozó az UEFA-bajnokok ligájában a Manchester City és az Inter Milan között.
Josep Guardiola vezetőedző kinevezése óta ez volt a Manchester City második UEFA-bajnokok ligája-döntője, és az első a 2021-es döntő óta, amelyet 1–0-ra elveszített a Chelsea ellen az Estádio do Dragãóban. Guardiola az első UEFA Bajnokok Ligája döntőjét szerette volna megnyerni azóta, hogy legutóbb megnyerte a 2011-es UEFA Bajnokok Ligája-döntőt korábbi csapatával, a Barcelonával, amikor 3–1-re legyőzte a Manchester Unitedet. Ezt a trófeát nem nyerte meg a Bayern Münchennel.
Ez volt az Internazionale hatodik BEK- vagy BL-döntője. Ebből hármat nyert meg: az 1964-es Bajnokcsapatok Európa-kupája döntőben 3–1-re nyert a Real Madrid ellen az Ernst Happel Stadionban, a következő évben pedig 1–0-ra a Benfica ellen hazai pályán a San Siroban, és 2010-ben 2–0-ra a Bayern München ellen a Santiago Bernabéu stadionban. Azonban az 1967-es döntőben 2–1-re vereséget szenvedett a Celtic ellen az Estádio Nacionalban, valamint az 1972-es döntőben 2–0-ra kapott ki az Ajax ellen a De Kuip arénában.
Korábban a Manchester City hat meccset nyert olasz klubokkal, az Inter tizenhat meccset nyert angol klubokkal szemben.

## Út a döntőig
Megjegyzés: az eredmények a döntősök szempontjából értendőek (H: hazai pályán; I: idegenben).

## A mérkőzés
| 2023. június 10. 21:00 |

| Manchester City | 1–0   | Internazionale |
| --------------- | ----- | -------------- |
| Rodri 68'       | (0–0) |                |

| Atatürk Olimpiai Stadion, Isztambul Nézőszám: 71 412 Játékvezető: Szymon Marciniak (lengyel) |

| Manchester City | Internazionale |

| KA            | 31 | Ederson           | 90+4' |
| KV            | 25 | Manuel Akanji     |       |
| KV            | 3  | Rúben Dias        |       |
| KV            | 6  | Nathan Aké        |       |
| KP            | 5  | John Stones       | 82'   |
| KP            | 16 | Rodri             |       |
| JSZ           | 20 | Bernardo Silva    |       |
| TKP           | 17 | Kevin De Bruyne   | 36'   |
| TKP           | 8  | İlkay Gündoğan () |       |
| BSZ0          | 10 | Jack Grealish     |       |
| KCS           | 9  | Erling Haaland    | 90+2' |
| Cserék:       |    |                   |       |
| KA            | 18 | Stefan Ortega     |       |
| KA            | 33 | Scott Carson      |       |
| V             | 2  | Kyle Walker       | 82'   |
| V             | 14 | Aymeric Laporte   |       |
| V             | 21 | Sergio Gómez      |       |
| V             | 82 | Rico Lewis        |       |
| KP            | 4  | Kalvin Phillips   |       |
| KP            | 32 | Máximo Perrone    |       |
| KP            | 47 | Phil Foden        | 36'   |
| KP            | 80 | Cole Palmer       |       |
| CS            | 19 | Julián Álvarez    |       |
| CS            | 26 | Rijad Mahrez      |       |
| Vezetőedző:   |    |                   |       |
| Pep Guardiola |    |                   |       |

| KA             | 24             | André Onana         | 90+2'   |
| KV             | 36             | Matteo Darmian      | 84'     |
| KV             | 15             | Francesco Acerbi    |         |
| KV             | 95             | Alessandro Bastoni  | 76'     |
| JKP            | 2              | Denzel Dumfries     | 76'     |
| KP             | 23             | Nicolò Barella      | 59'     |
| KP             | 77             | Marcelo Brozović () |         |
| KP             | 20             | Hakan Çalhanoğlu    | 84'     |
| BKP0           | 32             | Federico Dimarco    |         |
| KCS            | 10             | Lautaro Martínez    |         |
| KCS            | 9              | Edin Džeko          | 57'     |
| Cserék:        |                |                     |         |
| KA             | 1              | Samir Handanović    |         |
| KA             | 21             | Alex Cordaz         |         |
| V              | 6              | Stefan de Vrij      |         |
| V              | 12             | Raoul Bellanova     | 76'     |
| V              | 33             | Danilo D’Ambrosio   | 84'     |
| V              | 37             | Milan Škriniar      |         |
| KP             | 5              | Roberto Gagliardini |         |
| KP             | 8              | Robin Gosens        | 76'     |
| KP             | 14             | Kristjan Asllani    |         |
| KP             | 22             | Henrih Mhitarján    | 84'     |
| CS             | 11             | Joaquín Correa      |         |
| CS             | 90             | Romelu Lukaku       | 57' 83' |
| Vezetőedző:    |                |                     |         |
| Simone Inzaghi | Simone Inzaghi | Simone Inzaghi      | 90+6'   |

| Asszisztensek: Paweł Sokolnicki (lengyel) Tomasz Listkiewicz (lengyel) Negyedik játékvezető: Kovács István (román) Tartalék játékvezető: Vasile Marinescu (román) Videóbírók: Tomasz Kwiatkowski (lengyel) Bartosz Frankowski (lengyel) Marco Fritz (német) | Szabályok - 90 perc. - 30 perc hosszabbítás, ha szükséges. - Ha ekkor sincs döntés, akkor tizenegyesek következnek. - Tizenkét cserejátékos nevezhető. - Öt játékos cserélhető, a hosszabbításban még egy cserelehetősége van mindkét csapatnak. A cserékre három alkalommal van lehetőség, amelybe nem számít bele a félidő, a hosszabbítás előtti szünet és a hosszabbítás félideje. |